# Bissektipelta
Bissektipelta („štít ze souvrství Bissekti“) byl rod obrněného ankylosauridního dinosaura, který žil v době před 92 až 88 miliony let v období svrchní křídy (věk turon až coniak).

## Historie
Fosilie v podobě zkamenělé mozkovny (holotyp ZIN PH 1/6) byla objevena mezinárodním týmem paleontologů v roce 1998 v sedimentech souvrství Bissekty na území Uzbekistánu. Dinosaurus byl formálně popsán Alexandrem Averjanovem v roce 2002 jako Amtosaurus archibaldi, o dva roky později však po přehodnocení jeho systematické pozice dostal své vlastní rodové jméno Bissektipelta archibaldi.

## Popis
O vzezření bissektipelty mnoho nevíme, protože je tento rod znám jen podle nálezu izolované mozkovny. Pravděpodobně se však jednalo o zavalitého a poměrně těžce stavěného obrněného dinosaura, žijícího v menších skupinách. Nepochybně byl pomalu se pohybujícím býložravcem, více o něm ale zatím nevíme. V květnu roku 2019 byla publikována studie mozkovny tohoto dinosaura. Vyplývá z ní, že B. archibaldi byl druh s poměrně primitivní mozkovnou (oproti jiným ankylosauridům), měl ale velmi dobrý čich. Naopak zrak a sluch byly poměrně málo vyvinuty. Podle autorů studie byla bissektipelta možná všežravá a dokázala potravu i "filtrovat".
V červnu roku 2020 byla publikována vědecká studie, popisující 3D model mozkovny bissektipelty. Jedná se o zatím nejdetailnější model mozku, vypracovaný u tyreoforních dinosaurů.

## Systematické zařazení
Averjanov již v roce 2002 zařadil tohoto dinosaura do čeledi Ankylosauridae. O dva roky později Parish a Barrett zvolili poněkud obecnější zařazení do skupiny Ankylosauria. V roce 2014 však v rámci své dizertační práce obnovila předpoklad příslušnosti bissektipelty k čeledi ankylosauridů odbornice na tyreofory Victoria Megan Arbourová.

## Paleoekologie
Bissektipelta sdílela ekosystémy s mnoha dalšími organismy, včetně jiných dinosauřích taxonů. Mezi její hlavní predátory mohl patřit například čtyřmetrový tyranosauroid rodu Timurlengia nebo ještě větší karcharodontosaur rodu Ulughbegsaurus.